# Upernavik Kujalleq
Upernavik Kujalleq (zastarale: Upernavik Kujatdleq), dříve Søndre Upernavik, je ostrovní osada v severozápadním Grónsku. Navzdory svému názvu se nenachází v kraji Kujalleq, ale v kraji Avannaata. Osada byla založena v roce 1855 jako obchodní stanice na ostrově Qeqertaq. V roce 2017 žilo v Upernavik Kujallequ 198 obyvatel.

## Upernavické souostroví
Upernavik Kujalleq je jedinou osadou na ostrově Qeqertaq, který je druhý největší ostrov Upernavického souostroví, obrovského souostroví malých ostrovů na severovýchodním pobřeží Baffinova zálivu. Nachází se v blízkosti mysu Qullumut, nejjižnějšího bodu ostrova. Nachází se tu také heliport.

## Doprava
Ve všední dny, Air Greenland slouží obci jako součást vládní zakázky. Většina vrtulníků létá z heliportu Upernavik Kujalleq do Kangersuatsiaqu a Upernaviku.

## Počet obyvatel
Počet obyvatel Upernavik Kujallequ zůstal relativně stabilní v průběhu posledních dvou desetiletí. Nejvíce obyvatel měla osada v roce 1998 (208 obyvatel) a nejméně v roce 2001 (184 obyvatel).